# Yvonne Rüegg
Yvonne Rüegg (Chur, 2 augustus 1938) is een Zwitserse voormalige alpineskiester.

## Biografie
Rüegg nam eenmaal deel aan de Olympische Winterspelen (in 1960), die tevens als Wereldkampioenschappen alpineskiën golden. Op de discipline reuzenslalom werd ze olympisch kampioene en wereldkampioene.
Ze was een nicht van de Zwitserse wereldkampioene Anny Rüegg.

## Kampioenschappen
1952: Andrea Mead-Lawrence ·
1956: Ossi Reichert ·
1960: Yvonne Rüegg ·
1964: Marielle Goitschel ·
1968: Nancy Greene ·
1972: Marie-Therese Nadig ·
1976: Kathy Kreiner ·
1980: Hanni Wenzel ·
1984: Debbie Armstrong ·
1988: Vreni Schneider ·
1992: Pernilla Wiberg ·
1994: Deborah Compagnoni ·
1998: Deborah Compagnoni ·
2002: Janica Kostelić ·
2006: Julia Mancuso ·
2010: Viktoria Rebensburg ·
2014: Tina Maze ·
2018: Mikaela Shiffrin ·
2022: Sara Hector